# Iphigénie (Racine)
Pour les articles homonymes, voir Iphigénie (homonymie).
Iphigénie est une tragédie de Jean Racine, en cinq actes et en vers (1794 alexandrins et 2 octosyllabes).
Représentée pour la première fois à Versailles le 18 août 1674, Iphigénie marque le retour de Racine à des thèmes mythologiques après une série de sujets historiques (Britannicus, Bérénice, Bajazet, Mithridate).
L'histoire se déroule sur les rivages d'Aulis, où les Grecs se préparent à aller attaquer Troie. Mais ils ne peuvent atteindre Troie, car les dieux retiennent les vents nécessaires au départ de l'expédition. Agamemnon, leur chef, est donc contraint de consulter l’oracle Calchas, qui lui ordonne de sacrifier sa fille, Iphigénie, afin d’apaiser la déesse Artémis. Dans le chaos provoqué par les indécisions d'Agamemnon, Iphigénie se soumet aux volontés de son père. Ambition d'Agamemnon, désir de gloire d'Achille, orgueil de Clytemnestre, jalousie d'Ériphile : la pièce montre des passions déchaînées qui, toutes, font d'Iphigénie leur victime.
Comme chez Euripide dans Iphigénie à Aulis, le personnage le plus fort moralement n'est pas Agamemnon, chef pusillanime, mais Iphigénie, qui pousse le respect filial et le patriotisme jusqu'à accepter la mort.
Grand succès lors de ses premières représentations, Iphigénie est rarement représentée aujourd'hui.
Quand Racine écrit Iphigénie, il est au faîte de sa gloire. Son talent n'est plus contesté étant donné qu'il bénéficie de la faveur royale. Sa réussite lui a apporté d'innombrables ennemis qui ne souhaitent que ruiner sa carrière. Lorsqu'on apprit que Racine préparait une Iphigénie, Coras et l'académicien Leclerc décidèrent d'écrire une pièce rivale, sur le même sujet. Racine influera sur la Cour pour que sa parution soit retardée ; elle sera finalement jouée fin mai 1675 et sera un échec qui n'aura pour conséquence que de renforcer la popularité de Racine.

## Personnages
- Agamemnon (roi de Mycènes)
- Achille (fiancé d’Iphigénie)
- Ulysse (allié d'Agamemnon)
- Clytemnestre, femme d'Agamemnon
- Iphigénie, fille d'Agamemnon, fiancée d’Achille
- Ériphile, amie/rivale d’Iphigénie, fille d'Hélène et de Thésée
- Arcas, domestique d'Agamemnon
- Eurybate, domestique d'Agamemnon
- Ægine, femme de la suite de Clytemnestre
- Doris, confidente d'Ériphile
- Troupe de gardes

Agamemnon, surnommé le Roi des rois, est le chef des Grecs coalisés. Clytemnestre, sa femme, est la sœur d'Hélène, dont l'enlèvement est la cause de la guerre de Troie qui se prépare. Achille est le héros de l'Iliade ; il est ici amoureux d'Iphigénie, qui l'aime en retour ; Ériphile, une princesse ignorant ses origines, est également éprise de lui, bien qu'il l'ait faite prisonnière.

## Résumé de la pièce
- Acte I (5 scènes) - Agamemnon raconte à Arcas qu'il doit sacrifier sa fille Iphigénie ; pour la faire venir avec sa mère Clytemnestre, il a promis de la marier au grand guerrier Achille. Il regrette à présent cette ruse et demande à Arcas d'aller au-devant de sa femme et de lui dire que le mariage est repoussé selon le désir d'Achille. Or Arcas manque Clytemnestre qui arrive à Aulis avec Iphigénie.

- Acte II (8 scènes) - Avec Clytemnestre et Iphigénie, est arrivée Ériphile, une jeune femme qu'Achille a enlevée à Lesbos et qui ignore qui sont ses parents. Elle aime en secret son ravisseur. Iphigénie voit Agamemnon et s'étonne de sa froideur. Clytemnestre reçoit finalement le message d'Arcas et s'apprête à repartir, outrée à l'idée qu'Achille repousse le mariage.

- Acte III (7 scènes) - Clytemnestre a appris que le message était faux et qu'Achille voulait vraiment épouser Iphigénie. Agamemnon fait semblant d'y consentir afin d'attirer Iphigénie vers l'autel, mais ordonne à Clytemnestre de ne pas assister à la cérémonie. Survient Arcas, qui explique à Clytemnestre, Achille et Iphigénie qu'Agamemnon va en fait immoler sa fille aux dieux. Tous décident de l'en empêcher, sauf Iphigénie qui accepte son sort.

- Acte IV (11 scènes) - Clytemnestre et sa fille retrouvent Agamemnon, c’est leurs larmes qui lui font comprendre que son plan a été divulgué. La pitié qu’elles lui inspirent le rend de nouveau hésitant. Achille intervient alors, fou de rage, et demande à Agamemnon de tout annuler. Excédé à l’idée que l’on atteigne son orgueil de roi, il est résolu à sacrifier Iphigénie. Mais à la vue de ce qui attend sa fille, il décide d’organiser la fuite de celle-ci en lui interdisant de revoir Achille. Il réunit sa femme ainsi que sa fille et leur donne les consignes à suivre. Ériphile a tout entendu et décide de révéler à Calchas le projet d’Agamemnon.

- Acte V (6 scènes) - Le sacrificateur Calchas, prévenu par Ériphile, a alerté le camp. Iphigénie est déjà à l'autel. On apprend alors que, soudain inspiré par les dieux, Calchas proclame que la victime destinée au sacrifice est en fait Ériphile, fille secrète d'Hélène. Iphigénie est donc sauvée. Ériphile se donne la mort elle-même sur l'autel pour qu'Achille constate qu'elle a tout fait pour qu'Iphigénie soit sauvée.

### Résumé de l'acte I
- Scène 1 : Agamemnon raconte à Arcas, son serviteur, que d'après les paroles de Calchas, les dieux exigent que sa fille, Iphigénie, soit sacrifiée. Agamemnon a, tout d’abord, refusé et veut retirer son armée pour la sauver. Mais Ulysse et les Dieux l’ont convaincu, en touchant son orgueil de monarque, en lui rappelant l'importance de l'honneur et de la patrie. Il a écrit à Iphigénie de la part d’Achille annonçant leur mariage prochain. Mais les regrets d’un père le poussent à vouloir éviter la mort de sa fille. Ainsi, il a fait d’Arcas son confident et le charge d’une mission. Il doit transmettre une lettre à sa femme Clytemnestre pour les empêcher de venir au camp. Elle annoncera à sa fille qu'Achille reporte finalement son mariage à son retour de campagne. Le roi n’a pas peur d’une colère certaine de ses soldats qui apprendront qu’il a renvoyé sa fille. Il demande à Arcas d’être sa voix et d’inventer une possible liaison entre Ériphile et Achille, ce qui pourrait empêcher Iphigénie de venir voir le héros.

- Scène 2 : Achille est heureux d’apprendre qu'il va se marier avec Iphigénie. Ulysse trouve que le contexte n’est pas favorable à de telles cérémonies. Agamemnon leur apprend la malédiction qu’ils subissent. Agamemnon veut renoncer à défier les Dieux. Pour Achille il faut rester hommes, les hommes ne sont pas dieux mais ils peuvent se rapprocher d’eux par leur comportement. Le courage et tous les honneurs sont à chercher à Troie. Il sera fidèle coûte que coûte à Agamemnon.

- Scène 3 : Pour Ulysse, Agamemnon a fait la promesse de donner sa fille aux Grecs. Il doit la respecter ; si c'est le cas, les dieux lui rendront les vents pour attaquer Troie. Belle tirade d’Ulysse qui vise à redonner courage à Agamemnon. Il dévoile une Grèce unie derrière son roi. Le roi retourne la situation afin qu’Ulysse comprenne mieux sa situation en remplaçant Iphigénie par Télémaque le fils d’Ulysse. Agamemnon croit berner Ulysse en lui disant qu'il consentira au sacrifice si Iphigénie atteint le camp.

- Scène 4 : Eurybate domestique de la famille royale, annonce l’arrivée de Clytemnestre avec Ériphile et Iphigénie. Elles entrent sous l’admiration des soldats. En effet, Arcas s'est perdu dans les bois qui environnent le camp et n'a par conséquent pas pu donner le message à Clytemnestre.

- Scène 5 : Pour Ulysse, la venue d’Iphigénie est la volonté des dieux. Abattu par ce coup du sort, Agamemnon consent au sacrifice de sa fille, mais refuse que sa femme soit au courant de l'affaire.

## Postérité

### Musique
Christoph Willibald Gluck, Iphigénie en Aulide (1774)
Domenico Scarlatti, Iphigenie en Aulide (1713), la partition est perdue
Carl Heinrich Graun, Iphigénie en Aulide (1748)
Giuseppe Sarti, Iphigénie (1777)